# Německo na Letních olympijských hrách 1908
Německo na Letních olympijských hrách v roce 1908 v Londýně reprezentovala výprava 82 sportovců (80 mužů a 2 ženy) ve 12 sportech.

## Medailisté
| Medaile | Jméno                                                | Sport         | Soutěž                       |
| ------- | ---------------------------------------------------- | ------------- | ---------------------------- |
| Zlato   | Albert Zürner                                        | Skoky do vody | Muži prkno 3 m               |
| Zlato   | Heinrich Burger Anna Hüblerová                       | Krasobruslení | Sportovní dvojice            |
| Zlato   | Arno Bieberstein                                     | Plavání       | Muži 100 m znak              |
| Stříbro | Hanns Braun Hans Eicke Arthur Hoffmann Otto Trieloff | Atletika      | Muži štafeta                 |
| Stříbro | Max Götze Rudolf Katzer Hermann Martens Karl Neumer  | Cyklistika    | Družstvo mužů stíhací závod  |
| Stříbro | Kurt Behrens                                         | Skoky do vody | Muži prkno 3 m               |
| Stříbro | Elsa Rendschmidtová                                  | Krasobruslení | Ženy                         |
| Stříbro | Otto Froitzheim                                      | Tenis         | Muži dvouhra                 |
| Bronz   | Hanns Braun                                          | Atletika      | Muži běh na 800 m            |
| Bronz   | Karl Neumer                                          | Cyklistika    | Muži 660 yardů               |
| Bronz   | Gottlob Walz                                         | Skoky do vody | Muži prkno 3 m               |
| Bronz   | Bernhard von Gaza                                    | Veslování     | Muži skif                    |
| Bronz   | Willy Düskow Martin Stahnke                          | Veslování     | Muži dvojka bez kormidelníka |